# Trois pièces pour orgue mélodium
Pour les articles homonymes, voir Trois pièces.
Les Trois pièces pour orgue mélodium ont été composées par Hector Berlioz en 1844. L'orgue-mélodium, instrument inventé par Édouard Alexandre, est présenté la même année dans le Traité d'instrumentation et d'orchestration. Berlioz l'emploie également dans L'Enfance du Christ.
Les Trois pièces sont référencées H98 à H100 dans le catalogue des œuvres du compositeur établi par le musicologue américain Dallas Kern Holoman.

## Présentation
Le Traité d'instrumentation et d'orchestration s'intéresse aux « instruments d'Alexandre » : l'orgue et le mélodium d'Alexandre. En novembre 1844,, Berlioz compose trois pièces pour cet instrument dont il apprécie la sonorité et la technique : 
1. « Sérénade agreste à la Madone, sur le thème des pifferari romains » — Andantino en mi bémol majeur, à 
 ;
2. Toccata — Allegro non troppo en do majeur, à deux temps () ;
3. « Hymne pour l'élévation » — Larghetto fugato en ré majeur, à 
.

Par son instrumentation, il s'agit d'une « œuvre d'église », et l'une des rares partitions de Berlioz destinées à un instrument seul. 
L'Enfance du Christ est composé avec une partie pour orgue mélodium dont l'inventeur, Édouard Alexandre, sera l'exécuteur testamentaire du compositeur.

## Analyse

### Sérénade agreste à la Madone
Pour François Sabatier, la Sérénade agreste à la Madone est « un souvenir d'Italie plein de charme et de pittoresque ». La pièce « oppose deux éléments thématiques empruntés aux pifferari romains », dans une forme ABAB, « selon une technique de musette avec bourdons pastoraux ».

### Toccata
La deuxième pièce, Toccata, se déploie sur un flot de « croches continues dans une ambiance classique ». Cette partition, « l'une des rares pages de Berlioz pourvues d'un titre non descriptif, constitue une sorte d'exercice de virtuosité enlevé ».  

### Hymne pour l'élévation
L'Hymne pour l'élévation, enfin, se rapproche « d'une fonction cultuelle et d'un style conforme à la tradition de l'Église ». François Sabatier rapproche l’œuvre de certaines pages symphoniques de L'Enfance du Christ et constate que ce Larghetto fugato « s'articule en trois parties : exposition régulière, second groupe d'entrées, contre-exposition réduite et section terminale ».

## Postérité
En 1973, Harry Halbreich présente ces Trois pièces comme « trois pages brèves mais non sans intérêt et qui mériteraient un enregistrement, ne serait-ce qu'à titre de curiosité ».

## Discographie

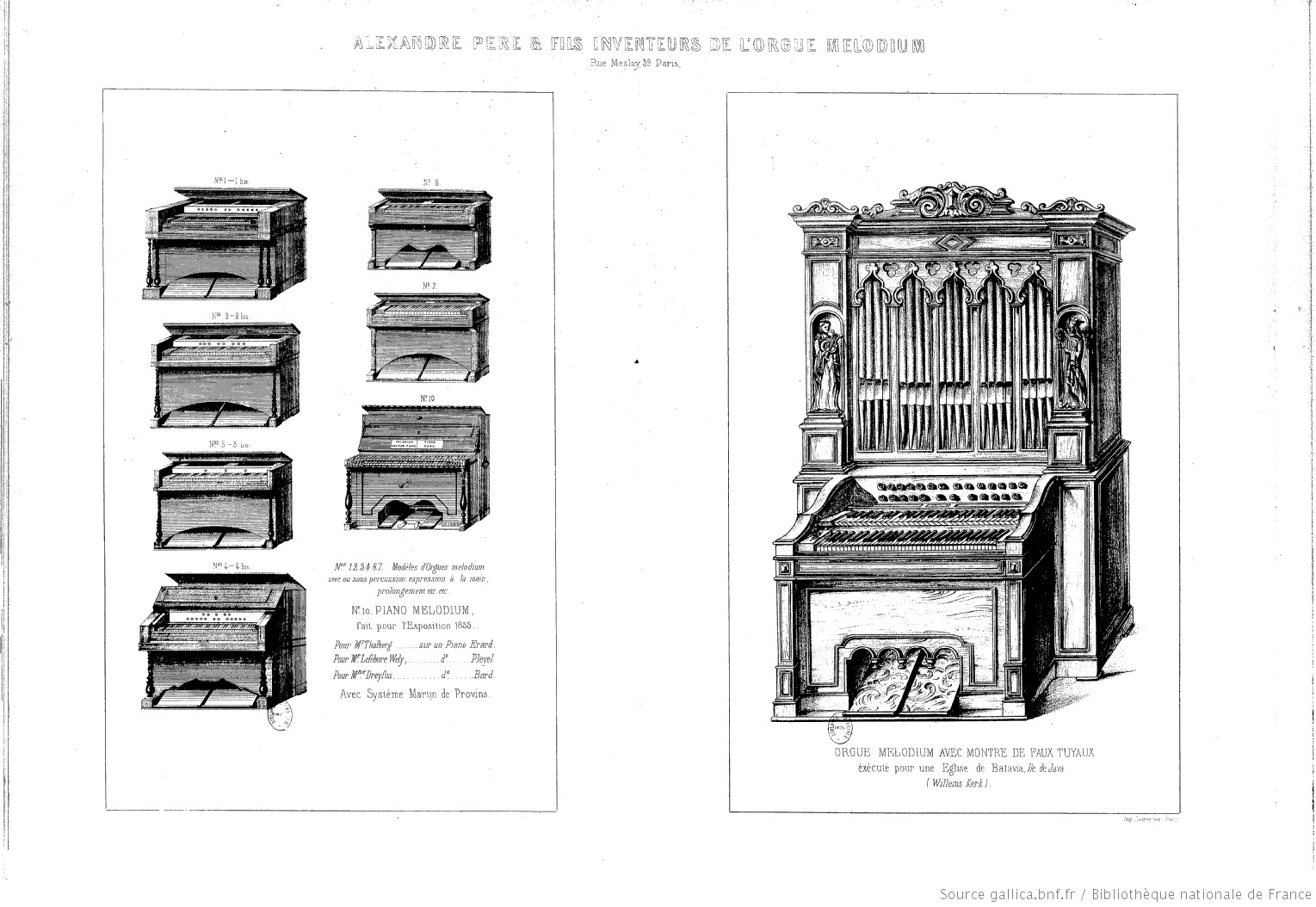
Orgues-mélodium Alexandre Père et Fils, présentés pour l'Exposition universelle de 1855.

- Hector Berlioz : Toccata — Organ History : French Romanticism, par Arturo Sacchetti (orgue), Arts 447113-2, 2014.
- Hector Berlioz : The complete works, CD 5, Neil Wright (orgue), Warner Classics B07JZB1VWN, 2019.

### Ouvrages généraux
- Hector Berlioz, Traité d'instrumentation et d'orchestration, Paris, Henry Lemoine, 1993 (1re éd. 1844), 312 p. (ISMN 979-0-2309-4518-9).
- François Sabatier et Gilles Cantagrel (dir.), Guide de la musique d'orgue, Paris, Fayard, 1991, 840 p. (ISBN 978-2-213-02772-2), p. 164-167.

### Monographies
- Pierre Citron, Cahiers Berlioz no 4, Calendrier Berlioz, La Côte-Saint-André, Musée Hector-Berlioz, 2000 (ISSN 0243-3559).
- Collectif, Hector Berlioz, Paris, Hachette, coll. « Génies et réalités », 1973, 272 p.
Harry Halbreich, Catalogue commenté et discographie critique, p. 241–265.
- Pierre-René Serna, Berlioz de B à Z, Paris, Van de Velde, 2006, 264 p. (ISBN 2-85868-379-4).